# Oldřich Blecha
Oldřich Blecha (4. dubna 1892 Plzeň – 14. srpna 1951 Plzeň) byl český hudební skladatel a sběratel lidových písní.

## Život
Pocházel z hudební rodiny. Jeho otec byl kapelník a všestranný hudebník. Vystudoval varhanické oddělení Pražské konzervatoře (v roce 1912). Jeho učiteli byli mj. Karel Stecker, Josef Klička a Vítězslav Novák.
Po absolvování konzervatoře přijal místo učitele hudby a hry na klavír v Charkově v Rusku. Kromě toho konal veřejné klavírní a varhanní koncerty. Po vypuknutí první světové války se přihlásil do Československých legií, kde působil v tzv. Hudebním komandu. Byla to zvláštní jednotka složená z hudebníků, která koncertovala pro vojáky i pro širokou veřejnost v mnoha ruských městech.
Do vlasti se vrátil až roku 1921. Stal se zakladatelem Hudebního uměleckého klubu v Plzni, který si vzal za úkol pečovat o hudební vzdělanost široké veřejnosti. Pořádal koncerty, přednášky s hudební tematikou a vyvíjel publikační činnost.
S manželkou, zpěvačkou Marií Rubriciusovou, založil soukromou hudební školu. Ze zdravotních důvodů musel v roce 1928 ukončit pedagogickou i veřejnou činnost. Zakoupil zámek v Příchovicích a hodlal tam vybudovat rekreační zařízení pro české skladatele. Pokus však skončil katastrofálním finančním neúspěchem.
Lidové písně začal Blecha systematicky sbírat v okolí Plzně od jara 1941. V období po atentátu na Heydricha, však gestapo tuto činnost zakázalo. Skladatel se pak věnoval systematickému zpracovávání sebraných písní. Některé opatřil klavírním doprovodem nebo provedl jejich sborovou úpravu. 150 písní harmonizoval a připravil k vydání.
Celkem zaznamenal a katalogizoval na 2000 písní. Jeho hlavním cílem bylo zaznamenat zejména ty písně, které dosud nebyly zveřejněny. Užší výběr splňující toto kritérium zahrnuje 356 nápěvů.
Jeho vlastní tvorba ve válečných a poválečných letech stagnovala, snad i proto, že se nesetkala s příznivým přijetím. Po Únoru 1948 zcela podlehl socialistické rétorice a jeho skladby jsou poplatné té době.

## Dílo
Těžiště díla Oldřicha Blechy je v jeho činnosti sběratelské. Byl patrně jedním z posledních sběratelů, kterému se podařilo zachytit mizející svět písní našeho venkova.
Složil kolem 150 skladeb. Jeho tvorba obsahuje všechny skladebné formy, ale nejpočetnější je dílo vokální a klavírní. Pokusil se i operu.

### Komorní a orchestrální hudba
- V nejistotě (klavír)
- Probuzení jara, op. 10 (klavír)
- Šest večerních nálad, op. 24 a 28 (1912) (klavír)
- O naší lásce, op. 17 (cyklus písní)
- Pochod Srbů, op. 20 pro symfonický orchestr
- Pochod České družiny (pro vojenský orchestr)
- Anglický pochod (pro vojenský orchestr)
- Nad hroby (klavírní cyklus – 1919)
- Přízrak noci (symfonická báseň)
- Jazzové skladby (klavír – 1932)

### Melodramy
- Sny (Mečty), melodram na slova Paula Verlaina (1917)
- Melodeklamace (1918), text Ilja Iljonov
- Odkaz Aloise Jiráska (1935)
- Oběť královská (1935)

### Jevištní díla
- Její kapitán, op. 88 (opereta – 1930)
- Ať žije prohibice, op. 91 (opereta – 1931)
- Žena diplomat, op. 93 (opereta – 1932)
- Juditha (opera podle románu Adolfa Hoffmeistra; zůstala nedokončena)
- Moře a pevnina (balet)
- Pohádka Hellady (balet)
- Tanec Tahiťanek (balet)
- Hymnus o slunci (balet)

### Úpravy národních písní
- Kytička národních písní, op. 109 a op. 116 (dětské sbory)
- Jihoslovanské národní písně pro sólový hlas a klavír, op. 121 (1938)
- Plzeňské vánoční koledy, op. 128
- Plzeňské písničky, op. 130 (1942)